# Concarán
Concarán è una città dell'Argentina centrale ed è la capitale del dipartimento di Chacabuco, nella provincia di San Luis. 
Si trova a 45 km da Merlo, 786 km da Buenos Aires, 263 km da Cordoba e 160 km da San Luis.

## Architettura scolastica
La città di Concarán ha due asili, due scuole primarie e due scuole secondarie.
Il più importante di loro è l'istituto tecnico-collegio Governatore Elías Adre. Si trova a nord della città ed è una delle tre migliori scuole secondarie della Provincia di San Luis.